# Dublin City Ramblers
Dublin City Ramblers er et irsk folkemusikband, der oprindeligt blev dannet under navnet The Quare Fellas i 1970. Gruppen har haft en lang række medlemmer siden grundlæggelsen, og Sean McGuinness er det eneste oprindelige medlem af gruppen, som også har talt Patsy Watchorn der senere blev medlem af The Dubliners.

## Medlemmer

### Nuværende medlemmer
- Sean McGuinness – vokal, tenorbanjo, mandolin (1970–nu)
- Pierce Plunkett – vokal, guitar (2002–2005, 2012–nu)
- Paul Conway – keyboard (2017–nu)

### Tidligere medlemmer
- Patsy Watchorn – vokal, banjo, bodhrán (1970–95)
- Mick Crotty – vokal, akustisk guitar (1970–77)
- Kevin Gerahty – vokal, akustisk guitar, mandolin, violin (1970–77)
- Philip McCaffrey – violin (1977–88; død 2022)
- Kevin Molloy – vokal, guitar (1977–88)
- Paddy Sweeney – vokal, guitar (1988–2002)
- Shay Kavanagh – vokal, basguitar, rytmeguitar, bodhrán (1992–2002)
- Brendan Doyle – vokal, violin, tin whistle (1995-1998)
- Eddie Lynch – keyboard (2002–2005)
- Stephen Leeson – vokal, guitar (2005–2007)
- Freddie O'Connor – vokal, keyboard (2005–2007)
- Tom Miller – vocals, basguitar (2007–2017; død 2017)
- Derrick Keane – vokal, guitar (2007–2009)
- Martin Corcoran – vokal, keyboard (2015; død 2018)

## Diskografi
Som The Quare Fellas
- At Home (1969 CBS)
- A Fond Tale (1970 CBS)

Som The Dublin City Ramblers
- A Nation Once Again (1972)
- Boys of the old Brigade (1973)
- End of it Someday (1974)
- Irish Republican Jail Songs (1978)
- The Rare Oul' Times (Original - 1980)
- The Ferryman (1983)
- DCR's Live in Dublin (1985)
- The Flight of Earls (1987)
- Home and Away (1990)
- The Craic & the Porter Black (1991)
- Live at Johnny Fox's Pub (1992)
- Raise the Roof (Lynwood Records, 1997)
- On Holy Ground (2000)
- Ireland My Ireland (Lynnwood Records, 2003)
- Saint Patricks Day (2008)
- Sing along with The DCR's